# Bilingüe de Karatepe

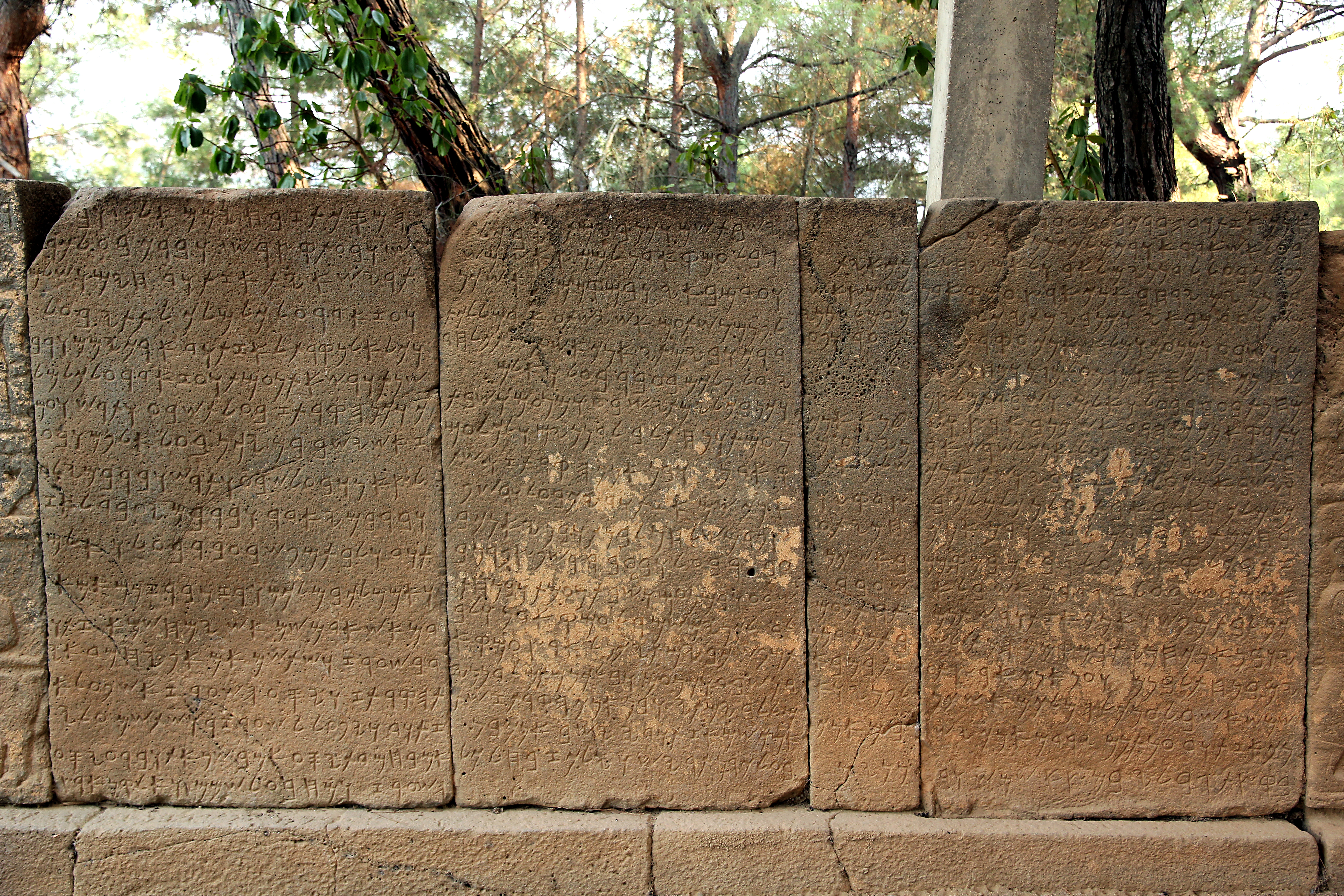
Escritura fenicia en la Puerta Norte

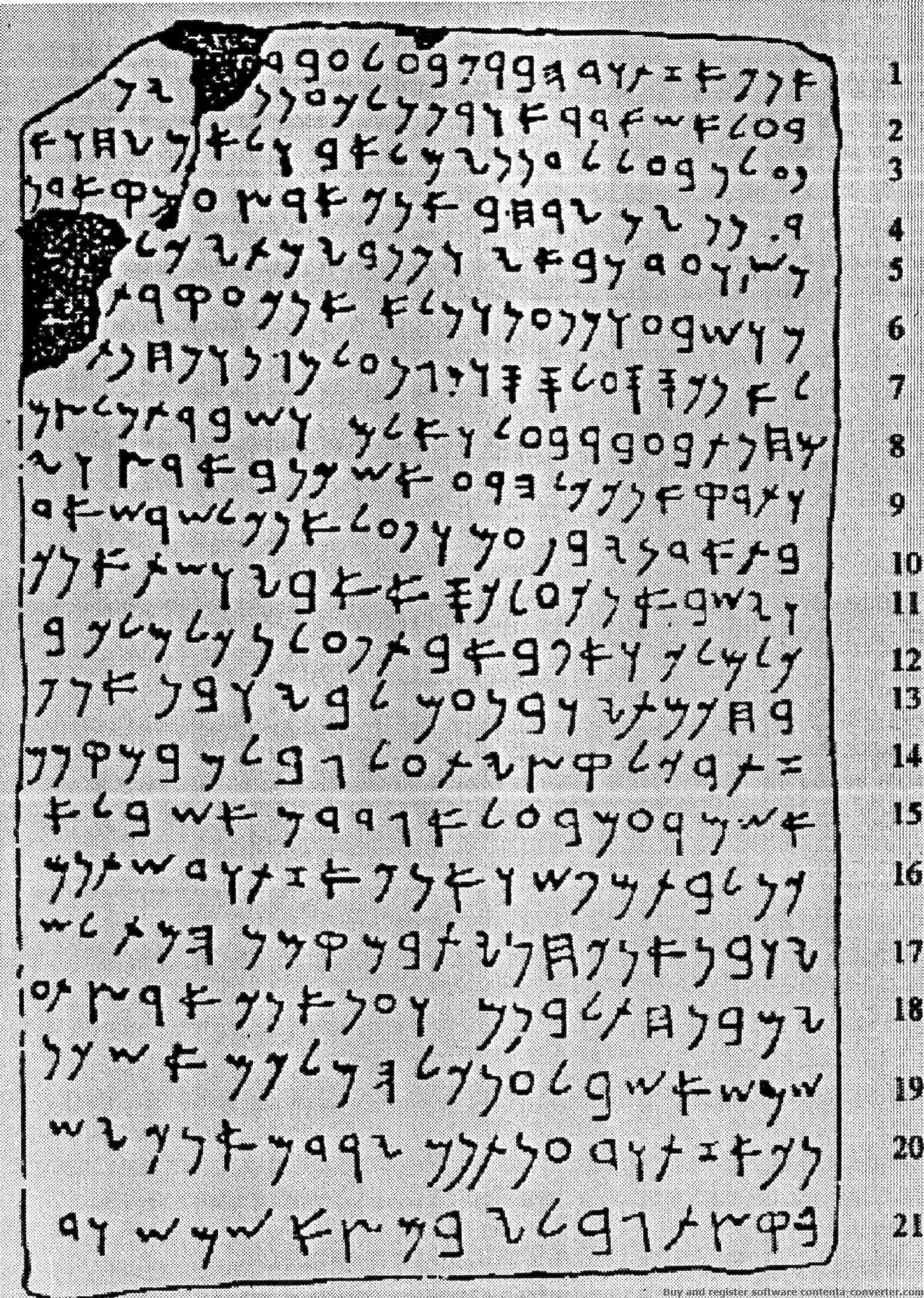
Texto de ejemplo del alfabeto fenicio en el Museo al aire libre de Karatepe-Aslantaş

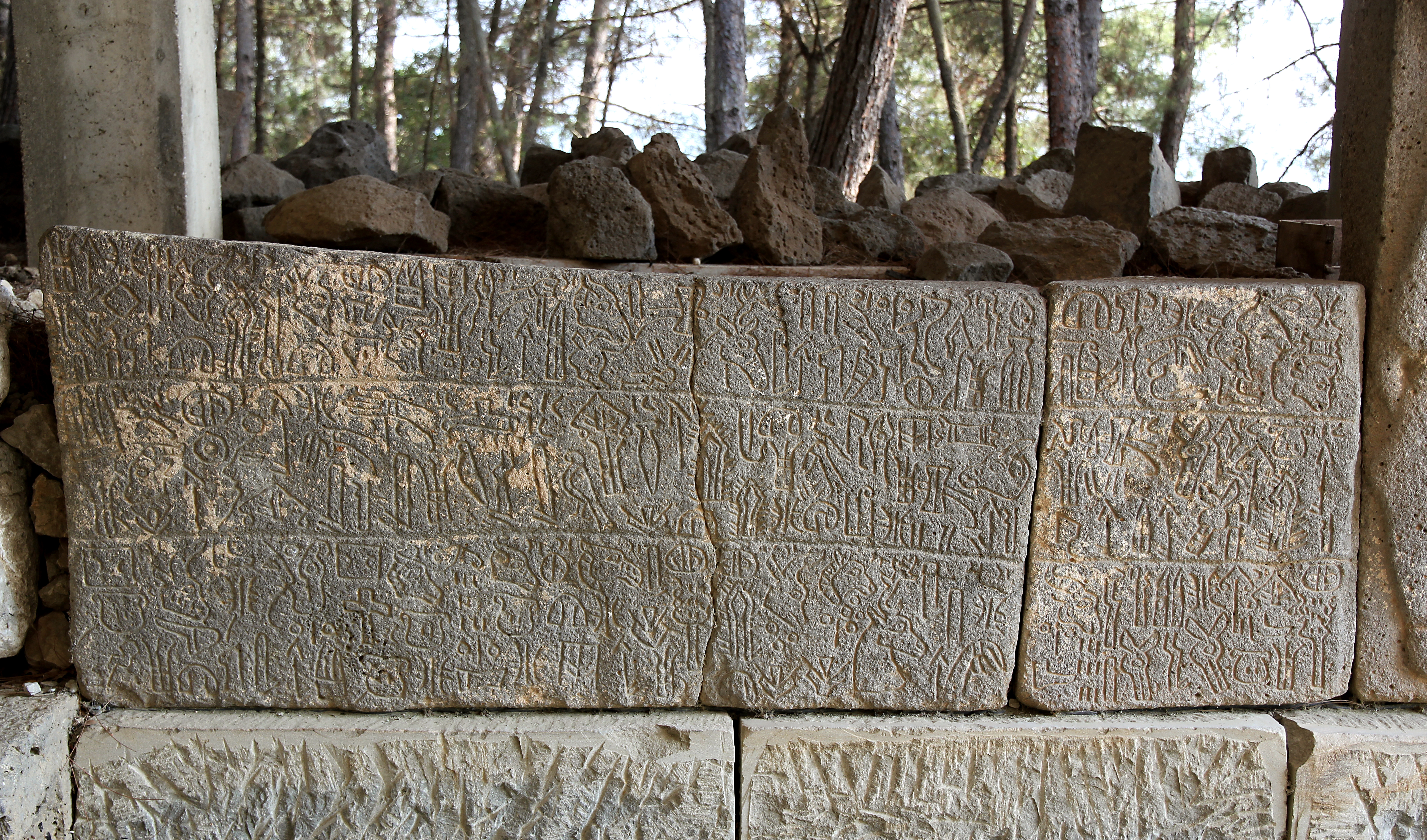
Jeroglíficos luvitas en la Puerta Sur

Texto de ejemplo en jeroglífico luwiano en el Museo al aire libre de Karatepe-Aslantaş.

La inscripción bilingüe de Karatepe, o de Azatiwada, es una inscripción bilingüe  del siglo VIII a. C. sobre losas de piedra que gracias a su doble contenido en fenicio y luvita permitió el descifrado de los jeroglíficos de Anatolia. Las losas fueron descubiertas en Karatepe, sur de Turquía, por los arqueólogos Helmuth Theodor Bossert (1889-1961) y Halet Çambel (1916-2014) en 1946.
Las losas de Karatepe yacen ahora. junto con muchas otras estatuas y relieves en piedra, en el Museo al Aire Libre Karatepe-Aslantaş, que forma parte del parque nacional Karatepe-Aslantaş.
La inscripción se conoce como KAI 26.

## Llamada de Azatiwada
Colocadas en las puertas de la fortaleza, las piedras de la inscripción bilingüe de Karatepe cuentan con la "Llamada de Azatiwada" en el siguiente texto:
Realmente soy Azatiwada,
Hombre de mi Sol, siervo del Dios Trueno,
Hecho superior por Awariku y gobernante de Adanawa,
El Dios Trueno me hizo Madre y Padre de la ciudad de Adanawa, y
Yo soy el que desarrolló la ciudad de Adanawa,
Y expandí el país de Adanawa, tanto al oeste como al este,
Y durante mi reinado, hice que la ciudad de Adanawa probara prosperidad, saciedad y comodidad, y llené los almacenes de grano,
Agregué caballo a caballo, escudo a escudo, ejército a ejército, todo para el Dios Trueno y las deidades,
Vencí la finta de los fingidores,
Expulsé a los malos del país,
Construí palacios para mí, conforté a mi familia y ascendí al trono de mi padre, hice las paces con todos los reyes,
También los reyes me respetaron como antepasado por mi justicia, sabiduría y buen corazón,
Construí robustas fortificaciones en todas mis fronteras, donde hay hombres malos y líderes de bandas,
Yo, Azatiwada, aplasté a todos los que no obedecieron a la Casa de Mopsus,
Destruí las fortificaciones allí, construí fortificaciones para que la gente de Adanawa pueda vivir en paz y comodidad,
Desafié reinos fuertes al oeste que mis predecesores no pudieron,
Yo, Azatiwada, los desafié, los hice vasallos para mí y los reubiqué dentro de mis fronteras al este,
Y durante mi reinado, expandí las fronteras de Adanawa tanto al oeste como al este,
Para que las mujeres de hoy paseen por los mismos senderos aislados que los hombres del pasado temían,
Y durante mi reinado, hubo prosperidad, saciedad, paz y comodidad,
Y Adanawa y el país de Adanawa vivían en paz,
Y construí esta fortaleza, y la llamé Azatiwadaya,
El Dios Trueno y las deidades me lo ordenaron para que esta fortaleza proteja las Llanuras de Adana y la Casa de Mopsus,
Durante mi reinado, hubo prosperidad y paz en el territorio de las Llanuras de Adana, nadie de la gente de Adanawa fue acuchillado en mi reinado,
Y construí esta fortaleza, y la llamé Azatiwadaya,
Coloqué al Dios Trueno allí y le ofrecí sacrificios,
Sacrifiqué un buey cada año, una oveja en tiempo de arado y una oveja en otoño,
Bendecí al Dios Trueno, me dotó de largos días, incontables años y gran poder sobre todos los reyes,
Y el pueblo, que se estableció en este país, poseía bueyes, rebaños, comida y bebida, tuvo muchos hijos y se convirtió en sirviente de Azatiwada y la Casa de Mopsus gracias al Dios Trueno y las deidades.
Cuando un rey entre los reyes, un príncipe entre los príncipes o un noble entre los nobles borre el nombre de Azatiwada de esta puerta, talle cualquier otro nombre; además, codicie esta ciudad, destruya esta puerta construida por Azatiwada, construya otra puerta en su lugar y grabe su propio nombre en ella, destruya esta puerta con el propósito de codicia, odio o insulto, que entonces la deidad del cielo, la deidad de la naturaleza y el sol del universo. y generaciones de todas las deidades borren de la tierra a este rey, príncipe o noble,
Solo el nombre de Azatiwada es eterno, para siempre como el nombre del Sol y la Luna.